# A Esperança (jornal)
A Esperança,  semanario de recreio litterário Dedicado ás Damas publicou-se em fascículos, no Porto, em 1865 e 1866. Como revela o subtítulo, é claramente um jornal de cariz feminino, onde além de moda e beleza também são focados temas como a religião, literatura, história, cultura e ciência entre outros. Como se lê no editorial  trata-se de um jornal para todos "para o artista, para o homem de letras e para a senhora inteligente e instruída". No que concerne à colaboração desta publicação, muitos são os nomes femininos a assinar, entre os quais Branca de Carvalho, Maria Peregrina de Souza, Maria Adelaide Fernandes Prata, Efigénia do Carvalhal e Henriqueta Elisa, aos que se juntam: Ernesto Biester, Camilo Castelo Branco, Ramalho Ortigão, Augusto Luso, Teófilo Braga, António Pinheiro Caldas,   Guilherme Braga, Alexandre da Conceição, Alberto Pimentel,  Pedro Augusto de Lima, Antero de Quental, João de Deus e Henrique Marinho.